# Commit bit
El commit bit es un permiso para contribuir a un código fuente compartido dado por un proyecto de software.
Para contribuir código fuente a la mayoría de los proyectos grandes, se han de hacer modificaciones locales y a continuación estos cambios se confirman (commit) a un repositorio central tal como CVS. Tener un "commit bit" en la cuenta propia significa que se tiene permiso para confirmar estos cambios. Este nombre se remonta al uso literalmente en el pasado de un dígito binario para representar privilegios sí-o-no en muchos sistemas de software. 
- Datos: Q8348606